# رخمة (طائر)
الرَّخَمَة (الجمع: رَخَمٌ ورُخْمٌ) أو الرخمة المصرية أو الشُّوحَة أو الأنوق أو النسر المصري (الاسم العلمي: Neophron percnopterus) هو نسر صغير الحجم من أسرة نسور العالم القديم التي تتبع لفصيلة البازية من رتبة الجوارح. والرخمة من الطيور المهددة بخطر الانقراض, تتواجد في جنوب أوروبا وشمال أفريقيا وجنوب غرب آسيا. وهي الوحيدة المتبقية من جنس Neophron وفي مناطق جنوبي آسيا يطلق على هذا النسر اسم النسر الأبيض القمام.

## التصنيف
وُصفت الرخمة رسميًا أول مرة من طرف عالم الطبيعة السويدي كارولوس لينيوس عام 1758 في الطبعة العاشرة من كتابه نظام الطبيعة تحت الاسم (Vultur percnopterus).

### النويعات
هناك ثلاثة أنواع فرعية معترف بها للرخمة وهي كالتالي:
- النويعة النمطية (N.p.percnopterus) وهي النويعة الأوسع إنتشارا بين النويعات الثلاثة حيث أنها تعشش في جنوب أوروبا وشمال أفريقيا وغرب أسيا وتقضي الشتاء جنوبا في أفريقيا، وتتميز بمنقار رمادي داكن.
- النويعة الجِنجينيانية (N.p.ginginianus) وهي النويعة الأصغر وتنتشر في شبه القارة الهندية ويمكن تمييزها من خلال منقارها الأصفر الباهت.
- النويعة الكنارية (N.p.majorensis) وهي أكبر الأنواع الفرعية وموجودة فقط في جزر الكناري الشرقية وعلى عكس نظيرتها في أفريقيا فهي لا تهاجر بل تبقى مستقرة في مناطقها طول العام.

## وصف

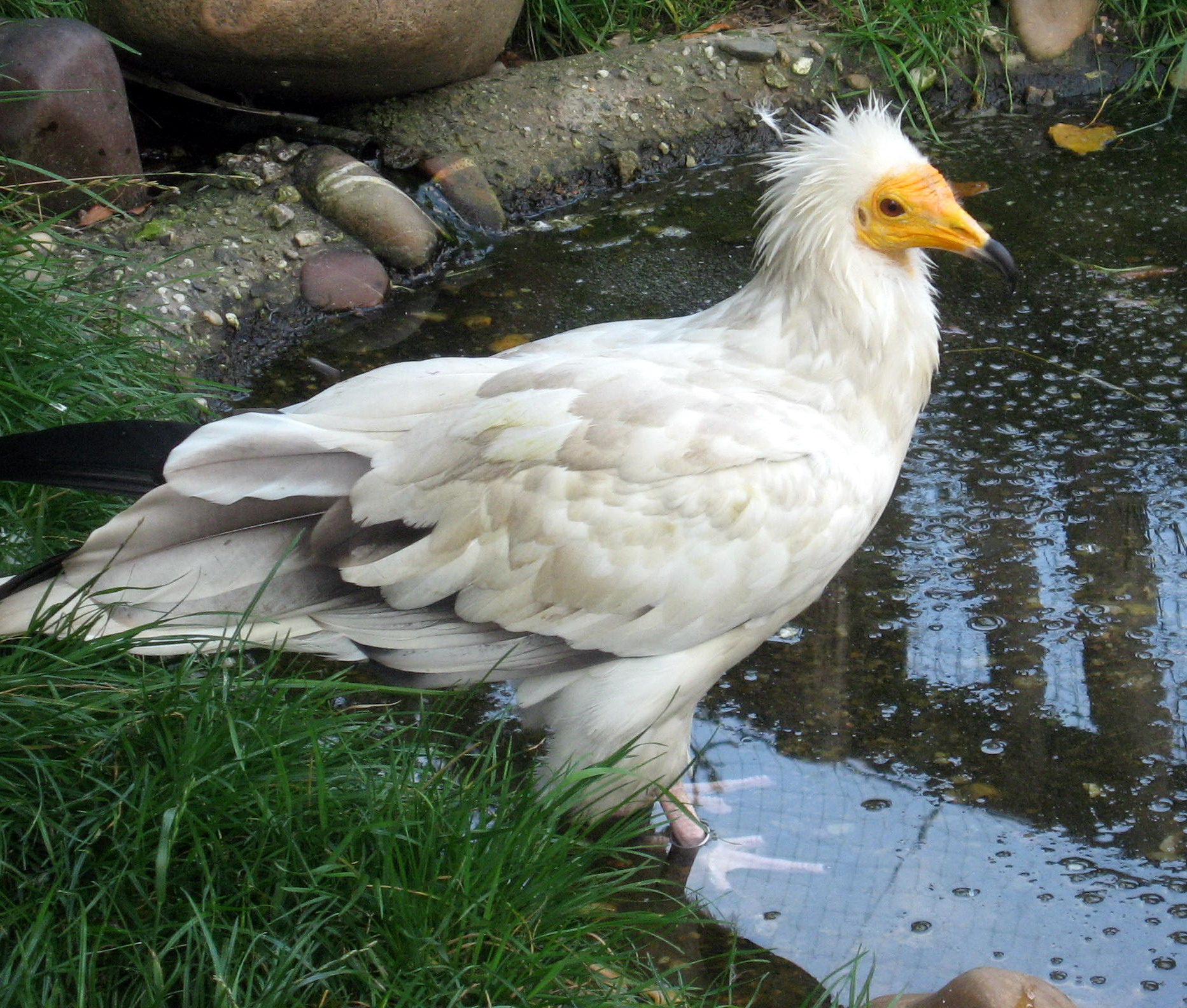
رخمة

### الحجم
قياسات الرخمة البالغة عادة هي كالتالي : 47 إلى 65 سم (19 إلى 26 بوصة) و طول جناحيها من 150 إلى 170 سم (59 إلى 66 بوصة)، في حين أن وزنه يتراوح ما بين 1.6 إلى 2.2 كجم (3.5 إلى 4.8 رطل).

### المظهر
وجه الرخمة خالي من الريش ولونه أصفر ومنقاره نحيل ومعقوف وطرفه أسود عيناه ذات لون بني داكن وأقدامه وردية ولديه ريش أشعث فوق رأسه ولون ريش الطيور البالغة هو أبيض مع ريش طيران أسود في الأجنحة.
بينما الطيور اليافعة يكون وجهها أبيض اللون ولون ريشها بني داكن وتحتاج 5 سنوات لتبلغ وتحصل على ريش البالغين.

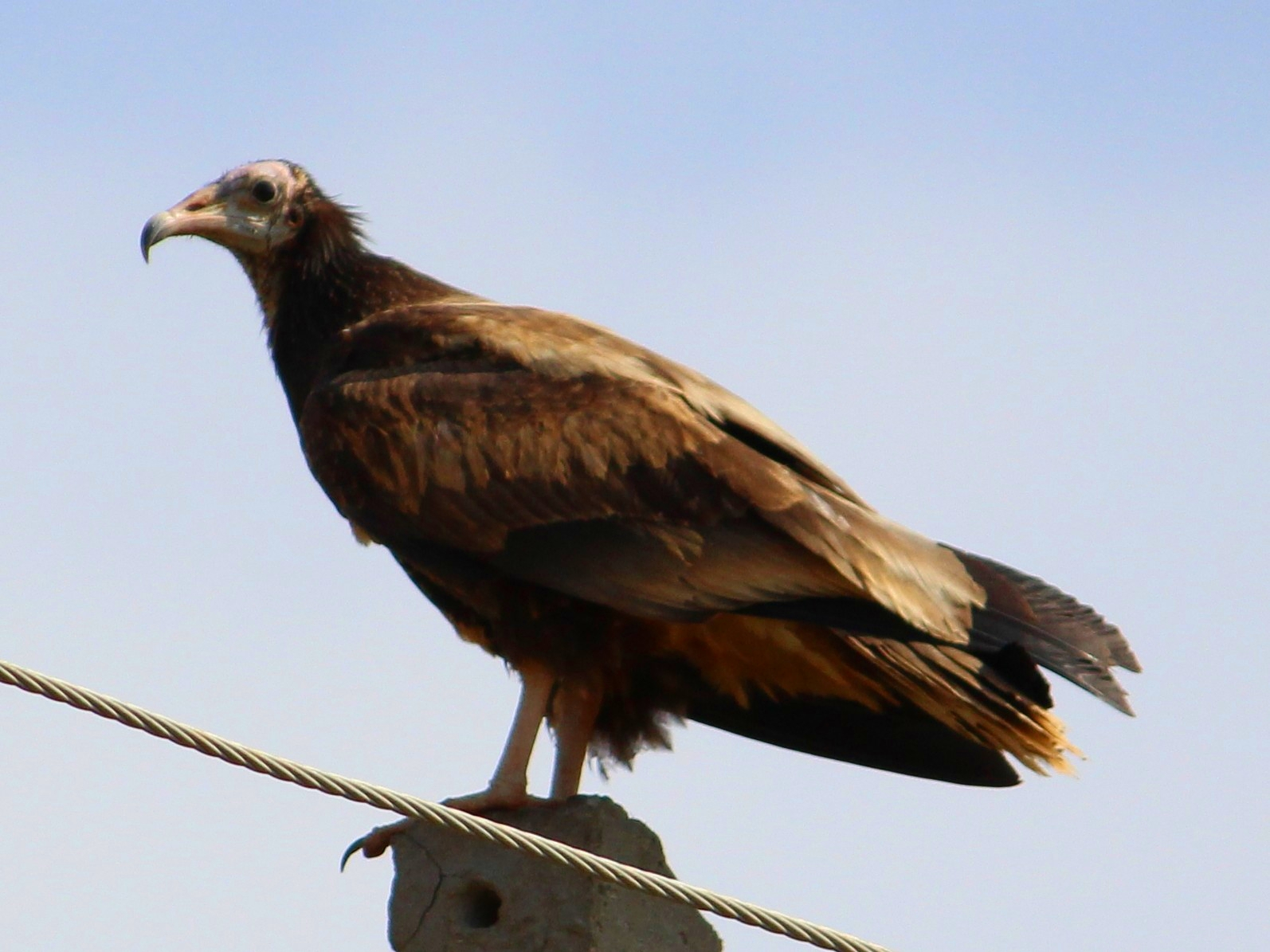
رخمة يافعة

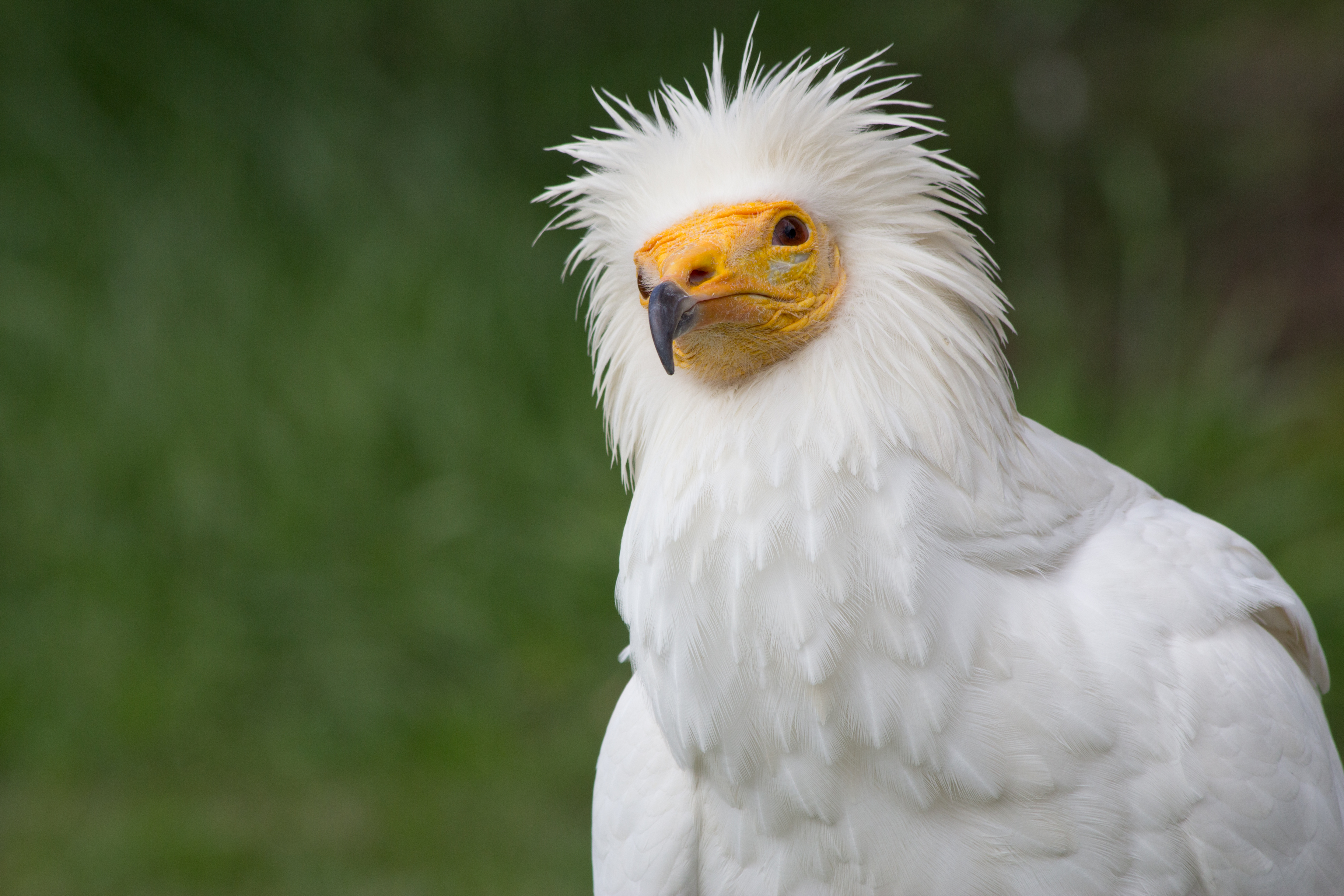
وجه رخمة في حديقة حيوان مدريد في إسبانيا.

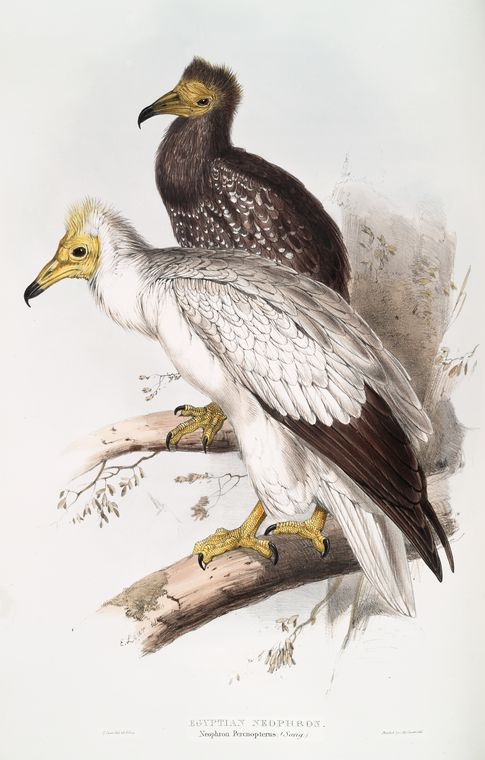
نسرين غير بالغ (بالخلفية) وآخر بالغ من كتاب جون جولد «طيور أوروبا» ا

## التوزيع الجغرافي والهجرة
تنتشر النسور الرخمة على نطاق واسع في جميع أنحاء العالم القديم حيث تتكاثر من جنوب أوروبا إلى شمال إفريقيا شرقًا إلى غرب وجنوب آسيا. وتعتبر زائرة عرضية في سريلانكا. تعيش بشكل رئيسي في السهول الجافة والتلال المنخفضة. صيفا في جبال الهيمالايا، ترتفع حوالي 2000 متر (6600 قدم). وفي أرمينيا، تم العثور على أزواج معششة حتى 2300 متر فوق سطح البحر.
تهاجر معظم النسور المصرية في المنطقة شبه الاستوائية بأوروبا جنوبًا إلى إفريقيا في الشتاء. قد تتشرد بعض الطيور في أقصى الجنوب كما هو الحال في جنوب إفريقيا على الرغم من أنهم كانوا من الأنواع المعششة في منطقة ترانسكي قبل عام 1923. تعشش الرخمة بشكل رئيسي على المنحدرات الصخرية، وأحيانًا على الحواف على المباني الشاهقة في المدن وعلى الأشجار الكبيرة. مثل العديد من المهاجرين الآخرين، فهم يتجنبون عبور المياه لمسافات طويلة. تعبر الطيور الإيطالية عبر صقلية إلى تونس مما يجعلها معابر بحرية قصيرة بالمرور عبر جزيرتي مليطمة وبانتليريا مع توقفات نادرة في جزيرة مالطا. الطيور المهاجرة عبر شبه الجزيرة الإيبيرية يعبرون إلى إفريقيا عبر مضيق جبل طارق بينما يعبر آخرون شرقًا عبر بلاد الشام. في الصيف، تطير بعض الطيور الأفريقية شمالًا إلى أوروبا وتم تسجيل بعض المشردين في إنجلترا وإيرلاندا وجنوب السويد.
يمكن أن تغطي الطيور المهاجرة أحيانًا 500 كيلومتر (310 ميل) في يوم واحد حتى تصل إلى الحافة الجنوبية للصحراء الكبرى، 3500 إلى 5500 كيلومتر (2200 إلى 3400 ميل) من منطقتها الصيفية. قد تقضي الطيور اليافعة التي لم تصل إلى سن التكاثر فصل الشتاء في الأراضي العشبية والمناطق شبه الصحراوية في منطقة الساحل.

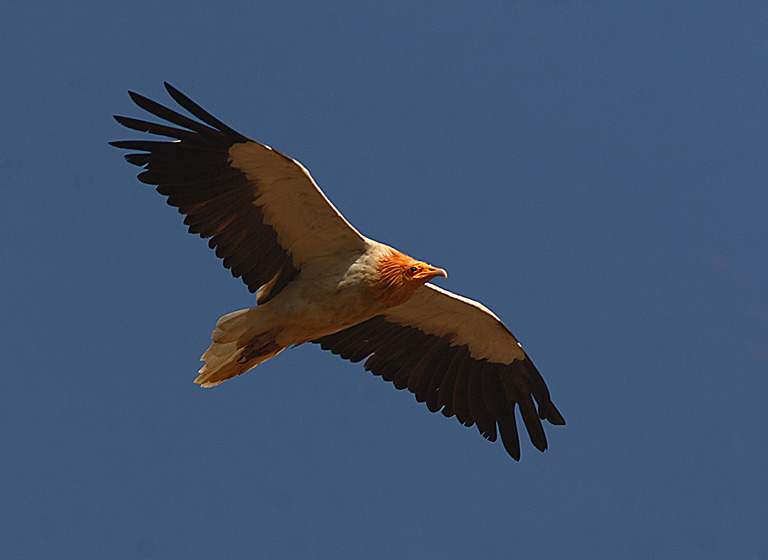
رخمة طائرة

## في ثقافةمصر القديمة
| A |

في نظام الكتابة الهيروغليفية في مصر القديمة، اعتبر حرفا للدلالة على عدة كلمات منها أم، مزدهر، جدة وحاكم.
في مصر يطلق عليها فراخ الفرعون لسببين الأول كونها تشبه إلى حد ما صيصان الدجاج البيضاء اللون المنتشة الريش، أما مايختص بالفرعون فربما لأن هذا الطائر اعتبر أحد أقدم الآلهة في جنوبي مصر القديمة نخبيت والتي كانت تعتبر حامية الفرعون، الملكيون ومصر، وكانت تظهر دوما بجناحيها الممتدان دلالة على الحماية، كما أشاروا وقتها إليها على أنها أم الأمهات والتي وجدت منذ البداية وخالقة العالم.
و ظهر هذا النسر دوما خلف تاج الفرعون.
بعد توحيد مصر اعتبر بالإضافة إلى واجيت Wadjet (وهي آلهة مبكرة الفترة من الآلهة المصرية وجدت في جنوبي مصر) تشاركتا موقع الآلهة الحامية في التاج المزدوج الملكي الجديد والذي ارتداه جميع الفراعنة في السلالات التالية.
السلوك المتبع لهذه النسور في تربية فراخها من قبل الذكر والأنثى ولعدم وجود اختلاف في الشكل بينهما، جعلت المصريين القدماء يظنون خطأ أن هذه الطيور جميعها من الإناث وأنها تضع بيوضها عن طريق أسلوب التوالد البكري.

## الغذاء واستخدام الأدوات
الرخمة من الطيور القمامة ومن المعروف عنها أكلها للجيف (جثث الموتى المتعفنة) لكنها أحيانا يتغذى بالصيد على بعض الزواحف والثدييات الصغيرة والبيض. تعتبر الرخمة من نوعية الطيور التي يعرف عنها استخدام أدوات متاحة كالحجارة الصغيرة لتحطيم القشرة السميكة لبيض النعام أو الحبارى، عن طريق حملها للحجارة بمنقارها والضرب بقوة على البيضة لكي تتشقق، هذا الأسلوب يتم تعلمه عن طريق التشارك بين مجموعات الرخمة.

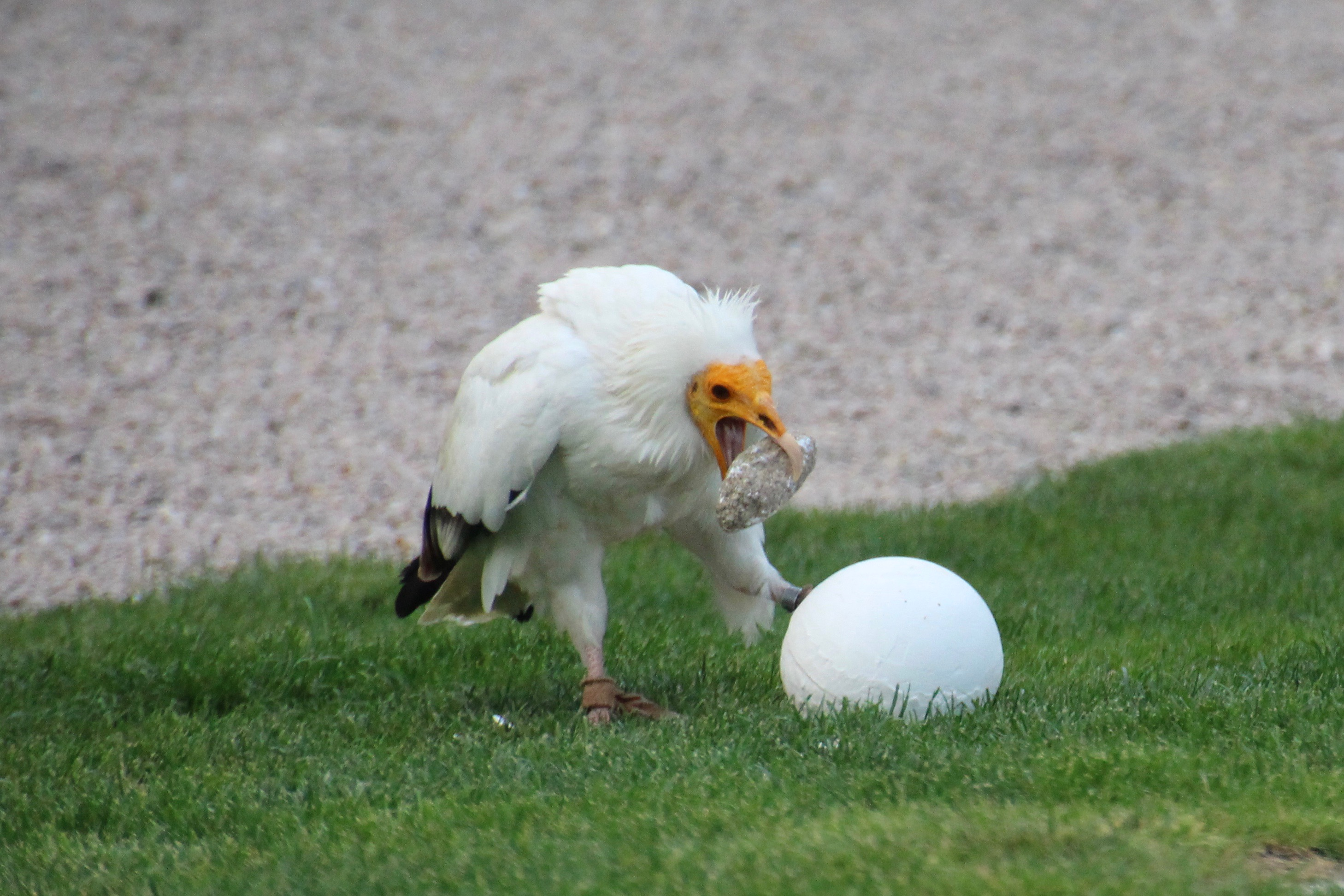
رخمة تحمل حجرا لتكسر بيضة في حديقة("Volerie des Aigles"),في مدينة كينتزهيم بفرنسا

## التكاثر
الرخمة تعشش غالبا في جنوب أروبا وشمال أفريقيا و بعض أجزاء غرب أسيا، تبني هذه النسور أعشاشها في المناطق الصخرية، غالبًا على المنحدرات، تضع الأثنى في العادة بيضتين في أبريل أو مايو، يتناوب الزوجان في حضانة البيض ويفقص بعد 38 إلى 42 يوما وفي العادة تتعلم الفراخ الطيران بعد 12 أسبوع من الفقص وتغادر العش في العادة بعد في العادة بعد 15 أسبوعا وتعتمد على نفسها، وتصل سن البلوغ في عمر 5 سنوات، حينها يمكنها أن تتزاوج.

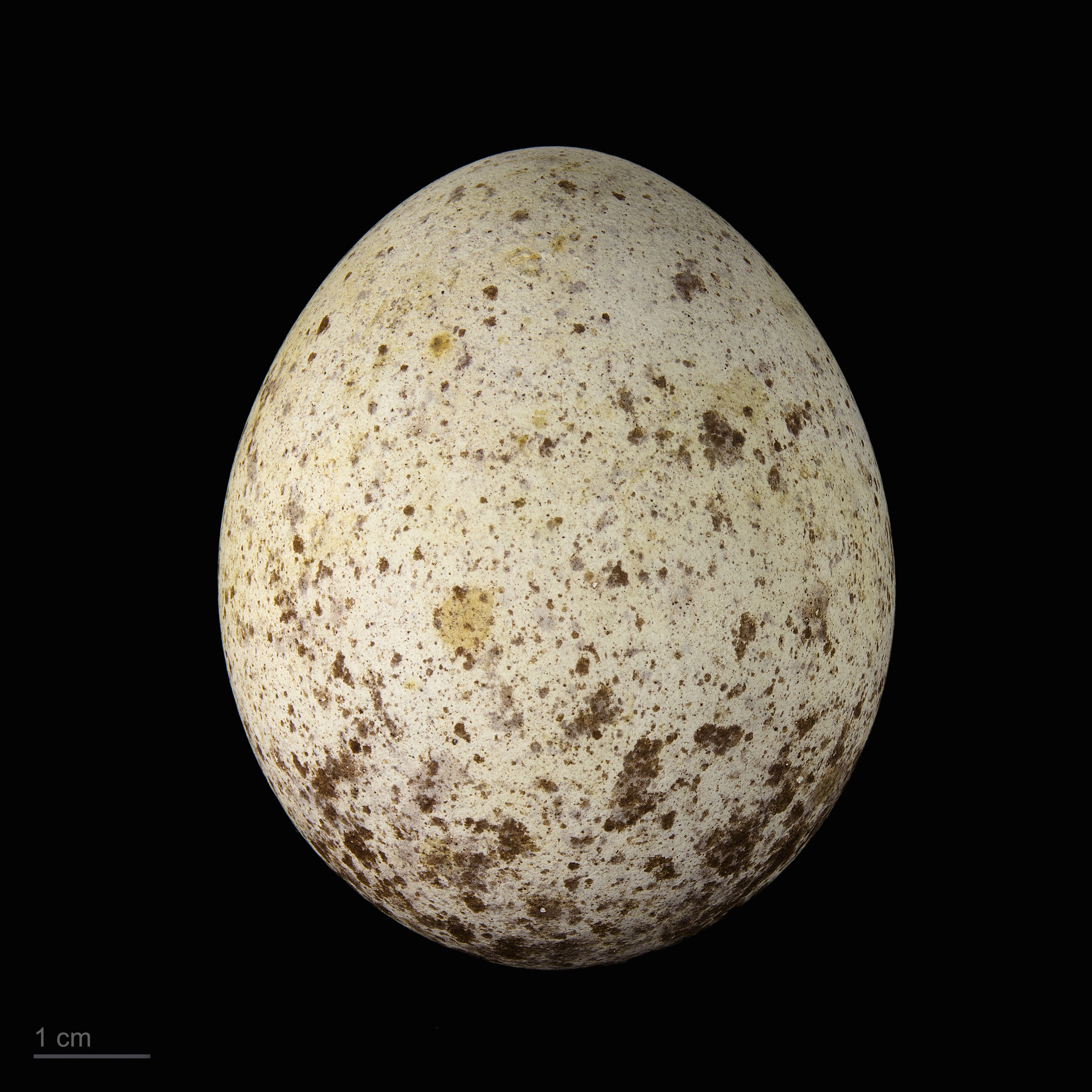
بيضة الرخمة

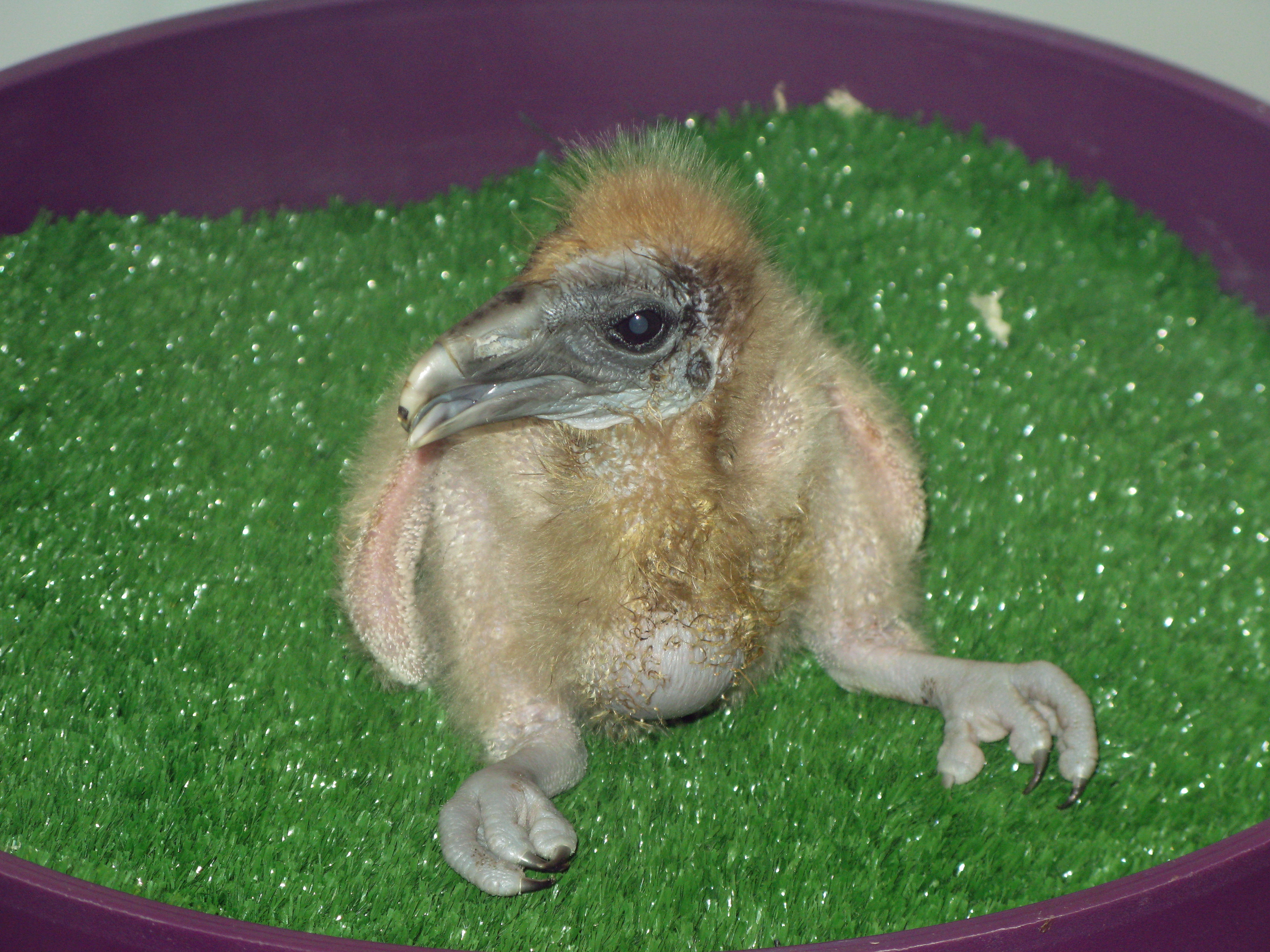
فرخ الرخمة بعمر 18 يوم

## وصلات خارجية
- التنوع البيولوجي في مصر - الرخمة
- BTO BirdFacts - Egyptian Vulture
- A photo story on how the Egyptian Vulture can crack an Ostrich egg